# Târnava Piccolo
Il Tarnàva Piccolo (in rumeno Târnava Mică, in magiaro Kis-Küküllő mentre in tedesco Kleine Kokel) è un fiume rumeno, che nasce nei Carpazi Orientali e scorre verso occidente attraverso la Transilvania. Nei pressi della città di Blaj si unisce al Tarnava Grande che viene da sud, ed insieme formano il Tarnava che affluirà, dopo una trentina di chilometri, nel Mureș. Attraversa i distretti rumeni di Harghita (dove nasce sulla catena dei Monti Gurghiu), il Mureș dove tra le città attraversate ricordiamo Sovata e Târnăveni, ed infine il distretto di Alba fino a Blaj.